# UCM.ONE
Die UCM.ONE GmbH mit Sitz in Berlin ist ein Medienunternehmen,  welches sowohl national als auch international Filme und Musik vermarktet.
UCM.ONE übernahm im November 2017 unter Leitung von Joachim Keil die Musik- und Filmrechte sowie die Labels und Trademarks von der Daredo aus Mannheim und damit auch den Katalog der ehemaligen UCMG. Darunter sind ca. 50 Musiklabels wie Plastic City, Harthouse, Mole Listening Pearls, Noom Records und Time unlimited mit um die 15.000 Titeln sowie die Filmlabels Darling Berlin, M-Square Pictures, Artkeim² und NONFY Documentaries mit ca. 50 Filmen. Die Firma veröffentlicht seither regelmäßig neue Musikthemen und Filme sowie Serien. Neben dem Hauptsitz in Berlin unterhält die UCM.ONE noch Büros in Mannheim und London.
UCM.ONE betreibt auch einen eigenen Kinoverleih in Berlin, der u. a. Kinofilme wie Love Steaks (von Jakob Lass), Die endlose Nacht (von Will Tremper), Königin von Niendorf (von Joya Thome), Familienfieber (von Nico Sommer), Sharknado 1–6 (von Anthony C. Ferrante), Blind & Hässlich (von Tom Lass), Nachtblende (von Andrzej Zulawski) und Rückenwind von vorn (von Philipp Eichholtz) im Katalog hat.
Im Mai 2018 übernimmt UCM.ONE von Daredo zudem die CiNENET-Kanäle, auf denen Spielfilme und Dokumentationen legal und in ganzer Länge bei YouTube und Dailymotion veröffentlicht und werbefinanziert als Video-On-Demand angeboten werden.
Ab Staffel 3 veröffentlicht UCM.ONE physisch (Blu-Ray und DVD) sowie digital die Serie Z Nation in Deutschland, Österreich und der Schweiz.